# Elizabeth (cantora)
Elizabeth (Rio de Janeiro) é uma cantora e compositora brasileira, integrante da Jovem Guarda. Ficou conhecida com o apelido de "Gatinha do mato".
Iniciou sua carreira em 1966, quando gravou um compacto com as canções "Que Saudade Que Eu Tenho" e "Tanto Azul",. A canção "Sou Louca por Você" de 1969 foi o maior sucesso da cantora na década de 70. Também fez sucesso com a canção "Pra Começo de Assunto (Lá lá lá lá)"   Chegou a fazer sucesso no México, Angola e em Portugal.